# 은언군
은언군 이인(恩彦君 李䄄, 1754년 2월 1일 ~ 1801년 6월 30일)은 조선 후기의 왕족으로, 조선 영조의 손자이자 사도세자의 셋째아들로 정조의 이복동생이다.
사도세자의 아들 중 정조, 은전군과 함께 성년기까지 살아남았다. 철종의 할아버지로, 25대 왕 철종은 그의 서자 전계대원군의 서자이자 셋째 아들이었다. 본관은 전주, 자는 명흥(明興), 시호는 충정(忠貞)이다.
1771년 은언군과 은신군 형제의 빚을 홍봉한 등이 대신 갚아주자, 영조에 의해 제주도로 유배되었다. 1776년 석방되어 돌아와 원릉 수릉관, 종부시제조, 가덕대부 수릉관, 수덕대부 등을 역임하였다. 1778년(정조 2) 그의 아들 상계군이 홍국영에 의해 원빈 홍씨의 양자로 내정되었으나 1786년 상계군을 추대하려던 구선복(具善復)의 계획이 발각되면서 강화도로 유배되었다. 이후 노론벽파는 여러 번 그를 사형에 처해야 한다고 요구하였으나 정조는 상소를 물리치고 그를 보호하였다. 정조 사후 그를 죽이라는 상소는 계속되었다. 1801년 그의 정실 상산군부인 송씨와 며느리 상계군부인 신씨가 천주교를 신봉하는 사실을 알고 배소에서 탈출하려다가 붙잡혀 사사되었다.
철종 즉위 후 복권되고, 그와 상계군에 관련된 승정원일기, 일성록 등의 기사는 대량 세초되었다. 양주 신혈면 진관리(현. 서울시 은평구 진관외동) 북한산의 지산 이말산에 안장된 그의 분묘는 6.25 전쟁 중 유실되었다.

## 생애

### 불우한 소년기

#### 생애 초기와 가족사항
영조의 손자이며, 정조의 이복동생이다. 아버지는 장조이며, 어머니는 숙빈 임씨(肅嬪 林氏)이다. 부인은 진천인(鎭川人) 송낙휴(宋樂休)의 딸로 상산군부인 송씨(常山郡夫人 宋氏)이다. 그에게는 친동생 은신군, 이복형 의소세자, 정조, 그리고 이복동생 은전군 찬이 있었다.
장조의 서장남으로 1754년(영조 30) 탄생하였다. 1763년 도정에 봉해진 뒤, 1764년(영조 40) 10세에 은언군(恩彦君)에 봉해지고, 1765년(영조 41) 7월 11일 11세에 진천 송씨(鎭川宋氏) 참봉 송낙휴(宋樂休)의 딸인 군부인 송씨와 관례를 행하였다.
1757년(영조 33) 1월 2일 영조는 특별히 왕손교부에 홍계능을 임명하여 은신군, 은언군 형제의 교육을 담당하였다. 왕손의 나이 6세에 왕손사부를 임명하는 것이 관례였지만 영조는 1757년에 두 왕손을 가르칠 왕손교부를 초빙, 임명하였다.
홍계능 이후, 윤상후(尹象厚, 1757년 1월 27일~1759년 9월 25일), 윤득관(尹得觀, 1759년 11월 24일~1760년 12월 15일), 홍낙인(洪樂仁, 1760년 12월 22일~1761년 3월 11일), 김이안(金履安, 1761년 5월 12일~1762년 12월 21일), 김재구(金載久, 1763년 6월 20일~1763년 9월 7일), 한용화(韓用和, 1763년 12월 20일~1764년) 등이 두 왕손을 교육할 왕손교부로 부임하였다. 이 중 홍낙인은 이복 형 정조의 외삼촌이었고, 김이안은 청음 김상헌의 후손으로 김창협의 증손자이며 김원행의 아들이다. 김이안은 학행으로 천거되어 1년간 왕손들의 교육을 담당했다. 김재구는 학행으로 천거되었으나 재물을 탐냈다는 의심을 받고 파직되었다.

#### 정치와 사회적 물의
사도세자의 사후 출궁되었으며, 이후 동생 은신군 진 등과 함께 경제적으로 어렵게 살다가 홍봉한으로부터 약간의 돈을 지원받았다. 정확한 시기는 조선왕조실록, 승정원일기 등에 나타나지 않아 알 수 없다. 그런데 1769년 김귀주(金龜柱) 등이 이를 두고 집요하게 물고 늘어져 탄핵을 당했다.
1768년(영조 44) 1월 1일 승정원의 건의로 은언군, 은신군, 은전군은 종친부유사당상(宗親府有司堂上)에 임명되었다. 1768년(영조 44) 2월 3일 오위도총부 도총관(都摠官)에 제수되고, 같은 해 4월 20일 숭헌대부(崇憲大夫)에 가자되었다. 1769년(영조 45) 5월 5일 영조로부터 용동궁(龍洞宮)을 사저로 하사받았다.
1771년 외람되게 근수(跟隨)를 많이 거느리고 남여(藍輿)를 타고다닌다 하여 친동생 은신군(恩信君)과 함께 관직에 서용되지 못하는 처분을 받았다. 곧이어 시전(市廛) 상인들에게 수백 냥의 빚을 지고 갚지 않은 것이 조부 영조에게 알려져 친동생 은신군과 함께 충청도 직산현(稷山縣)에 유배되었다가 다시 제주도 대정현(大靜縣)에 안치되었다. 또한 그의 외조부는 대정현에 군역 충군되었다. 이 해 3월 친동생 은신군은 제주에서 풍토병으로 사망했고, 그는 천극(栫棘)죄인 신분으로 혼자 버티다가 1771년 4월 19일 영조의 석방 명령이 내려졌지만 1774년(영조 50) 5월 서용, 복직되었다. 1774년 가을, 안치된 지 3년 만에 영조의 특명으로 은언군은 석방되어 한성으로 돌아왔다.
조인영이 지은 신도비에 의하면 그는 제주 유배에서 돌아와 공검근신(恭儉謹愼)하게 생활하며 학문에 주력하였다고 한다. 그러나 한편으로 노론 및 혜경궁 홍씨의 친정 일부는 세손이 자신들에게 원한을 품었을 것이라 단정하고, 은언군, 은전군 등에게 수시로 접근하였다. 이후로도 그는 몇몇 사건에 연루되었다.

### 정치 활동

#### 복권과 관료생활
이후 한성부로 돌아와 오위도총부 도총관이 되었다가 2품으로 품계가 올라가고, 1776년(영조 52) 4월 할아버지 영조가 별세하자 원릉 수릉관(元陵守陵官)에 임명되었다. 1776년(정조 즉위년) 정조가 즉위하자 그해 5월 8일 종친부 유사당상(有司堂上) 겸 종부시제조(宗簿侍提調)에 제수하고 가덕대부(嘉德大夫)에 가자되었다. 이해 8월 산릉 수릉관(山陵守陵官)에 임명되고, 이해 8월 24일 수덕대부(綏德大夫)에 가자되었다.
1777년(정조 1) 3월 5일 흥록대부(興祿大夫)에 가자(加資)되었고 이해 8월 28일 현록대부(顯祿大夫)에 가자되었다. 같은 날 오위도총부도총관으로 임명되었다. 한편 그는 매년 6월 혜경궁 홍씨의 생일을 전후하여 혜경궁의 탄신일을 각별히 챙기고 준비하였다 한다.
1778년(정조 2) 12월 은언군 집에서 소를 밀도살하여 팔았다는 물의를 일으켰다. 이후 양사와 홍문관, 의금부 등로부터 여러 번 탄핵을 당했으나, 그때마다 정조가 무마시켰다. 1779년(정조 3) 5월 7일 수묘관(守墓官)에 임명된 뒤, 같은 해 6월 28일 다시 종부제조(宗簿提調)을 거쳐 7월 23일 다시 종친부 유사당상을 겸임하고, 1779년(정조 3) 12월 교정청제조(校正廳提調)가 되었다.

#### 상계군의 세자 지목
1778년(정조 2) 홍국영(洪國榮)이 정조의 비 효의왕후(孝懿王后)가 후사가 없는 것을 기화로 누이동생을 원빈 홍씨(元嬪 洪氏)를 들여 왕세자를 낳게 하려 하였으나 이듬 해인 1779년(정조 3)에 죽자, 대신에 은언군의 맏아들인 담(湛)을 원빈의 장례 때에 대준관(代尊官)을 시켜 양자로 삼고, 세자로 책봉하려 하였다. 은언군은 이에 반대하였으나 홍국영의 거듭된 부탁으로 결국 아들을 원빈의 양자로 들이는 것을 수용하고 만다.
한편 1779년 가을 유학 이덕희(李德喜)의 딸을 소실로 들였다. 첩 이씨는 후일 서손자 철종이 왕이 되면서 전산군부인(全山郡夫人)으로 추증되었다.
홍국영은 그의 아들 담을 완풍군(完豊君 : 완(完)은 왕족의 본관인 완산(完山)을 가리키고 풍(豊)은 홍국영의 본관인 풍산(豊山)을 가리키며 후에 상계군(常溪君)으로 개칭함.)이라 부르면서 가동궁(假東宮)이라 하여 왕위를 잇게 하려는 계책을 세웠다. 그리하여 홍국영이 쫓겨나 병사한 뒤로도 그 일당이 계속 역모를 꾸몄고, 그의 장인이자 상계군의 외조부 송낙휴조차 상계군의 불평불만을 조정에 고해 바치면서, 그 일당들은 상계군이 역심을 품었다는 이유로 사형시킬 것을 청하는 상소를 계속 올렸다. 동시에 상계군의 생부인 은언군 역시 죽여야 된다고 상소를 연일 올렸다.

#### 상계군 사건과 유배
1786년 11월 상계군이 자살 혹은 의문의 음독사망하자, 바로 금성위 박명원(錦城尉 朴明源), 창성위 황인점(昌城尉 黃仁點), 참봉 조관진(趙寬鎭), 도사(都事) 조응진(趙應鎭), 돈녕부영사 홍낙성(洪樂性), 전 승지 홍낙신(洪樂信)ㆍ홍낙임(洪樂任), 유학 홍낙륜(洪樂倫), 전 주부 홍수영(洪守榮), 유학 홍최영(洪最榮), 보덕 김치묵(金峙默), 전 목사 김지묵(金持默), 사복시 첨정 홍의영(洪義榮) 등과 함께 종척 집사로 상계군의 빈전에 참석하였다. 그러나 이 사건을 조사하는 과정에서 은언군도 이에 연루되어 죽을 뻔하였으나, 정조가 대신들의 요구를 뿌리치고 유배형으로 낙착되었다. 그 해 은언군은 군의 작위를 박탈당하고 현록대부 오위도총부도총관 직에서도 파면되고 강화도에 처자와 함께 유배되었다.
정순왕후는 대신들을 시켜 은언군을 죽일 것을 청했으나 정조는 증거도 불충분하다, 하나뿐인 혈육이라 이제는 죽일 수 없다며 거부했다, 은언군에 대한 탄핵상소는 1786년(정조 10) 11월 이후 매일 올라왔고, 상소가 계속되자 정조는 음식을 물리고 단식에 들어간다. 그러자 정순왕후도 단식을 하며 맞불을 놓게 된다. 그러나 송낙휴의 고변으로 훈련대장 구선복(具善復) 등이 홍국영과 함께 모의를 했다가 김종수에게 발각되면서, 역모의 증거로 논정되었다. 그러나 은언군을 죽이라는 삼사와 금부의 요구는 계속되었다. 
구선복과 그의 조카 병마절도사 구명겸, 병마절도사 구이겸 등이 처형당한 뒤 은언군을 사형시키라는 여론은 일시적으로 수그러들었다가 다시 은언군 사형 여론이 형성되었다. 정조는 하나 밖에 없는 동생이라며 양보를 요청했지만 거절당했다. 남인 역시 은언군 처형을 상소하였다. 정조는 계속 도성 밖으로 나가거나, 단식으로 맞섰고, 노론 대신들 및 남인은 굴복하여 사형에서 한 등급 감하여 유배형으로 결정하고, 은언군을 죽이지 않는 대신 유배지는 제주도로 정했다. 그러자 정조는 반발했고, 대신들은 다시 은언군의 유배지를 전라도 진도로 정했다. 그러나 정조는 진도는 너무 멀다며 유배지를 강화도로 바꾸도록 지시하였다. 여러 번의 조율 끝에 은언군의 유배지는 강화도로 결정되었다.
은언군이 유배되면서 그가 살던 집, 혹은 그의 어머니 양제 임씨가 살았던 집을 시중에서는 폐궁으로 불렸다.

### 생애 후반

#### 강화도 유배생활
강화도로 유배된 뒤에도 그가 홍국영 등과 한패거리이며, 상계군 추대 음모에 가담했다는 이유로 사헌부, 사간원, 홍문관, 의금부 등에서는 번갈아가며 은언군의 토죄, 처벌을 주청하였다. 그러나 은언군이 홍국영과 적극적으로 모의했다는 근거는 발견되지 않았다. 한편 은언군과 그 일가의 강화도 유배생활은 기록이 대부분 전하지 않는다. 은언군과 그 일가들에 대한 일성록, 승정원일기 등의 기록은 철종 즉위 후, 대량으로 세초되었다. 고종의 재위기간에도 일부 남아있었으나 고종 대에 와서 먹줄로 긋거나, 해당 기사를 잘라버리는 식으로 대부분 기록을 말소시켰다.
1786년(정조 10) 5월 문효세자(文孝世子)가 죽고, 이어 같은 해 9월에 의빈 성씨(宜嬪成氏)가 출산 과정에서 갑자기 사망하였다. 그러자 노론은 은언군과 홍국영을 의심하였다. 노론 계열에서는 은언군에게도 흑심이 있었을 것이라며 노론계 언관들을 통해 그를 사형을 처해야 한다는 탄핵 상소를 거듭해서 올렸으나, 정조는 이를 거부하였다. 남인에서도 은언군의 처형을 상주하였다. 계속해서 노론계 관원들, 남인 관원들의 탄핵이 계속 폭주하자, 1789년(정조 13) 9월 26일 정조는 비밀리에 변복하고 출궁하여 은언군에게 연락, 변복하고 썰매를 타고 강화도 입구로 나왔다. 정조는 은언군을 데리고 한성으로 도착했지만, 이 사실이 노론 벽파계 대신들에게 알려졌고, 이때 정순왕후의 명으로 의정부영의정 김익(金熤)은 은언군을 체포, 배소에 도로 압송하도록 하였다. 이에 정조는 강화도로 가서 은언군의 유배지 근처에서 유숙하며 항의성 시위를 벌였다. 정순왕후는 정조에게 당장 돌아오라며 연락을 보낸다. 정조의 은언군 구하기 항의성 시위는 그 해 9월 28일 일단 벽파대신(僻派大臣)들, 남인 신료들이 정조의 체신을 생각하여 수용하는 선에서 마무리지었다. 
1789년 10월 은언군은 다시 강화도로 유배되었다. 이후 그는 혜경궁 홍씨의 생일과 사도세자의 생일과 기일, 정순왕후 김씨의 생일 등에만 일시 방면되어 왕궁에 초대되고는, 탄신행사가 끝나면 다시 강화도로 돌려보내졌다. 이때 은언군의 강화도 감시를 게을리했다는 이유로 당시의 강화부사 윤승렬(尹承烈) 역시 계속 탄핵당하게 된다.

#### 정조의 배려, 조정의 공격
1789년(정조 13)부터 계속 은언군이 국법을 어기고 강화도를 빠져나왔다는 탄핵이 빗발쳤다. 그러자 정조는 자신의 허락도 없이 왕대비 말만 듣고 대신들이 포도대장(捕盜大將)과 의금부의 당상을 시켜 은언군을 강화도로 돌려보냈다며 탄핵상소를 물리쳤다. 한편 신기현(申驥顯)이 포도대장, 의금부 당상들이 임의대로 은언군을 강화도로 돌려보냈다며 탄핵상소를 올리자, 의정부우의정 김종수, 형조판서 심이지는 정조를 찾아가 신기현의 상소가 잘못되었다고 논정하였다. 그해 10월 노론계 태학 유생들과 노론계 사부학당 유생들은 연명상소를 올려, 은언군을 역적의 괴수(賊魁)라며 토죄할 것을 청하였으나 정조는 이를 물리쳤다. 10월 수원성 축성을 맡았던 남인 중추부판사 채제공(蔡濟恭) 등도 역시 은언군을 역적이라 칭하며 토죄할 것을 청하는 상소를 올렸다.
정조는 은언군이 유배지에서 고통받고 있다며 아우를 잃을까봐 걱정된다는 뜻을 자주 피력하였고, 은언군의 석방을 계획했으나 그때마다 삼사와 의금부, 승정원 등에서 반대하며 은언군을 탄핵했고, 관학과 사부학당의 유생들도 들고 일어나 반발하여 은언군 석방은 번번히 무산되었다.
1790년(정조 14) 11월 13일 정조는 사람을 강화도로 보내 은언군을 불러들였다. 그러나 정순왕후의 방해로 만나지 못할 것을 염려하여 정조는 친히 용산(龍山) 별영(別營)에 나와서 하룻밤을 묵으면서 은언군을 기다렸다. 은언군은 비밀리에 강화부 유수의 묵인하에 강화도를 벗어났지만 한성 용산 근처에서 사전에 발각되고, 다시 강화도로 압송되었다. 1790년 12월 13일 강화부 유수 홍수보(洪秀輔)가 이임하면서 후임자를 차출하여 은언군을 감시할 것을 청하는 상소를 올렸다.

절두산에 있는 은언군과 그의 부인 상산군부인 송씨의 묘비

1794년(정조 18) 4월 10일 정조는 강화부 유수 이홍재(李洪載)와 경기도관찰사 서용보(徐龍輔)를 파직하고, 강화도에 유배되어 있는 은언군을 다시 한성으로 불러들였다. 이 소식을 접한 정순왕후는 바로 모든 신하들에게 한글 전교(언문교서)를 내려 역적을 성토할 것을 촉구하였고, 대신들은 정조에게 면대를 요구하였다. 그러나 정조는 은언군을 숨기면서 대신들의 면담을 거절한다. 그러자 대신들은 정조의 허락 없이 합문(閤門)을 밀치고 들이닥쳤다. 이어 사헌부지평 강극성(姜克成)은 도끼를 가지고 와서 합문 밖에 엎드려 손가락을 도끼로 베어, 직접 혈서(血書)를 써서 올리며 역적 은언군 이인의 머리를 베어 종묘사직을 편안히 하라고 상소하였다. 결국 정조는 4월 19일 은언군을 강화도로 되돌려보냈다.

#### 탈출 실패와 최후
1797년(정조 21) 5월 29일 새벽 3시~4시 경 비밀리에 집 담벼락에 구멍을 내고, 비밀리에 서자 이철득을 데리고 강화도에서 탈출하려다가 강화와 김포의 경계에서 병졸에게 적발, 체포되어 다시 그곳에 안치되었고., 그뒤로도 벽파대신들과 왕대비 정순왕후(貞純王后), 남인 신료들로부터 역모의 화근으로 지목되어 끊임없이 생명의 위협을 받았으나 정조의 비호로 무사하였다. 은언군을 사형시키라는 여론이 계속되자 정조는 비밀리에 출궁해서 은언군을 만나는 식으로 정순왕후와 노론 등에게 계속 항의하였다. 정조는 혜경궁 홍씨의 탄신일이나 자신의 생일 때마다 경사 기념이라는 명분으로 은언군을 석방시키려 했지만 번번히 실패하였다.

그러나 1800년(정조 24) 8월 정조가 등창과 연훈방 중독으로 갑자기 죽고, 나이 어린 순조가 즉위하여 정순왕후가 수렴청정을 맡게 되자 상황이 뒤바뀌게 되었다. 순조 즉위 초부터 조정에는 다시 은언군을 사사해야 한다는 상소가 올라오기 시작하였다.
그는 사도세자의 자손들 중 정조, 은전군과 더불어 성인이 될 때까지 생존한 몇 안되는 자손이기도 했다. 또한 은전군이 19세에 사사당함으로써 40세 이상 생존한 혈족은 정조와 그가 유일했다. 1801년 5월 27일 새벽 비가 오는 틈을 타 아들 이철득(李鐵得)과 함께 강화도를 탈출하려다가 붙잡혔다. 이 일로 강화 유수 황승원(黃昇源)으로부터 탄핵을 당한다.
1801년(순조 1) 2월 신유박해 때 의금부에 체포된 양제궁 나인의 진술로 부인 상산군부인 송씨와 며느리 평산군부인 신씨가 청나라에서 온 천주교 선교사인 주문모(周文謨)신부에게 세례를 받은 천주교 신자라는 사실이 밝혀지고, 상산군부인 송씨이 주문모 신부를 양제궁에 숨겨둔 것도 밝혀지면서 대간과 사헌부의 탄핵을 무수히 받고 1801년(순조 1년) 3월 17일 사약형을 받게 되었다. 이때 은언군은 삼사로부터 가족이 사교(邪敎)에 물들도록 단속하지 못했다는 이유로 줄기차게 탄핵을 받았고, 삼사와 정부 관료들은 상계군, 홍낙임 등과 관련해서도 계속 탄핵당하였다. 그해 6월 13일 사사령이 내려지고, 6월 30일 강화도 배소에서 사약을 받고 사사되었다. 이때 그의 향년 48세였다.

### 사후
시신은 경기도 양주군 신혈면(神穴面) 진관리(津寬里, 현 서울특별시 은평구 진관외동) 산 78-1번지인 북한산의 지산 이말산(莉茉山) 서쪽 유좌(酉坐) 언덕에 안장되었으며, 부인인 상산군부인 송씨는 그의 묘소 오른쪽에 합장되었다. 그의 제각이 세워진 곳은 후일 제각말, 잿말, 재각말이라는 지명의 유래가 되었다. 근처에는 다른 왕족인 성종의 13째 서자 영산군 일가의 제각도 있다. 후에 첩인 전산군부인 이씨는 통진군 통진면 마송리 자좌(子坐)에 안장된다. 그러나 은언군과 본부인 송씨의 묘는 6.25 전쟁 중 실전되었다. 통진 마송리는 은언군의 어머니 숙빈 임씨의 친정 일가들이 살고 있었다.
그의 자손들은 이미 사망한 상계군, 은전군의 양자가 된 풍계군을 제외하고는 강화도에서 거주하게 되었다. 후일 1849년에 그의 손자 원범이 철종으로 즉위할때 별명 중 '강화도령'이라는 별칭은 여기에서 유래하게 되었다. 한편 1836년(헌종 2)에 남응중 일당이 역모를 꾀하다 발각되는 사건이 벌어지는데, 이때 이들은 은언군의 손자를 왕으로 추대하려 하였다. 또한 1844년(헌종 10)에 은언군의 손자인 이원경(서자 이광의 아들)이 민진용 등에 의해 왕으로 추대되면서 역모로 몰려 사사되었다.(민진용의 옥사)
1849년(헌종 15) 헌종이 후사 없이 사망하여 그해 6월 8일 그의 서손자 원범(元範)이 추대되어 철종으로 즉위하자 곧 작위가 복구되었다. 이해 9월 12일 대왕대비 순원왕후(純元王后)의 명에 의하여 은언군가의 역모에 관한 일을 적은 모든 문적(文蹟)이 세초(洗草)되었으며, 1851년에 대제학 서기순(徐箕淳)에 의하여 신유사옥 때 은언군의 무죄를 변증하는 주문(奏文)이 지어 올려졌다. 신도비문은 운석 윤정현(雲石 尹定鉉, 1793~1874)이 지었다. 한편 그의 묘비석은 후일 1989년 9월26일 후손 우용이 천주교에 기증, 서울특별시 마포구 합정동 96-1번지 절두산의 절두산 순교 성지로 이송되었다. 한편, 철종이 즉위하면서 은언군가문에 대한 문적들을 상당수 세초하거나 없애버려, 그 내용을 확인할 수 없게 되었다.

#### 명예 회복
철종이 즉위하면서 은언군이 억울하게 죽었다며, 1850년 11월 12일 청나라에 은언군 변무사(辨誣事)를 파견하였다. 변무사의 글은 대제학 서기순(徐箕淳)이 지었다.
신(臣)의 아비 선각왕(宣恪王)은 어린 나이에 왕위를 이었는데 영의정 심환지(沈煥之)가 어려운 때를 당해 위복(威福)을 마음대로 하는 권병(權柄)을 훔쳐 국가에 변이 있음을 다행으로 여기면서 이 때를 틈탈 만하다고 여겼습니다. 이듬해 신유년에 신의 본생조(本生祖) 은언군(恩彦君) 인(䄄)이 제일 먼저 그 칼날을 받았는데 그때 우리 나라에는 불행하게도 사학(邪學)의 옥(獄)이 있게 되었습니다. 심환지의 무리들이 신의 본생조도 역시 사교(邪敎)에 물들었다고 말하면서 감히 천만 이치에 닿지 않는 지목(指目)을 하고, 천만 이치에 맞지 않는 죄를 씌워 이 옥사에 몰아 넣어 싸잡아 죽임을 당하였으니, 공의(公議)가 아직껏 사라지지 않고 있습니다. 온 나라가 그를 위해 슬퍼하자 급히 겸제(箝制) 하여 감히 의논하지 못하게 하고, 그후에 또 반드시 천청(天聽)에 알려 천하에 폭로하고자 하여 마침내 무함하여 주문(奏聞)하는 일까지 있게 되었습니다. 다만 우리 나라에서 전후 주어(奏御)한 글 역시 내부(內府)의 편집(編輯)하는 반열(班列)에 갖추어져 있으니 일의 허실과 주문의 진위(眞僞)는 오로지 우리 나라에 달려 있습니다. 이제 만약 단지 신유년의 무함한 주문만을 의거하여 말한다면, 효경(梟獍)이 되고 귀역(鬼蜮) 이 되었으니 비록 헌경(軒鏡) 이 높이 달리고 우정(禹鼎)이 모습을 드리우더라도 어떻게 남김 없이 다 통촉하시겠습니까? 감히 신의 본생조(本生祖)가 신유년에 망극하게 무함 당한 것을 가지고 눈물을 뿌리며 진문(陳聞)하니, 살펴주시기 바랍니다.

은언군에 대한 명예회복에 앞서 철종은 청나라에 은언군 변무사를 파견하여 변무소를 제출하였다.
1851년(철종 2) 손자 철종이 친필로 신도비문을 짓고, 조인영(趙寅永)이 신도비 글씨를 썼다. 신도비는 1850년 강화군 석모도에서 공수하여 1851년 10월경 신도비가 수립되었다.
1871년(고종 8) 2월 21일 왕족 은언군과 은전군의 시호를 의논하게 하고, 전교하기를, "은언군(恩彦君)은 왕실의 가까운 친족이다. 증시(贈諡)의 조치가 없어서는 안 될 것이다. 그런데 처음에는 사세 때문에, 중간에는 겨를이 없어서 못하였으니 모두 까닭이 있었으나, 선대왕(先大王)의 성충을 우러러 체득하고 있는 만큼 의당 숭보(崇報)의 은전(恩典)이 있어야 할 것이다. 홍문관(弘文館)으로 하여금 시장(諡狀)을 기다리지 말고 시호(諡號)를 의정(議定)하고, 은전군(恩全君)에게 증시하는 은전도 시장을 기다리지 말고 일체(一體) 시호를 의정하게 하라." 하였다. 이해 2월 25일 은언군 등의 시호는 행실과 업적에 따라 짓게 하고, 전교하기를, "시호(諡號)는 행적에 대한 자취이니, 그 이름과 실상이 서로 부합되어야 받은 사람으로도 영광스럽게 되는 것이다. 이번 시호에 대한 의논이 과연 어떻게 되는지 알 수 없으나, 만일 조금이라도 지나치게 찬양한다면 이것이 어찌 옛 법이겠는가? 안면에 구애되지 말고 청탁에 관계없이 전적으로 실제 행실과 업적에 따라 정함으로써 옛날의 규례를 회복하도록 홍문관(弘文館)에 분부하라." 하였다. 이해 3월 16일 시호를 충정공(忠貞公)으로 추증하였다.
그러나 철종 즉위 이후, 철종대와 고종대에 은언군 및 은언군 가족, 상계군 등에 관련된 조선왕조실록 기사, 일성록, 승정원일기 기사는 대부분 삭제, 세초되거나 먹줄로 칠해지는 등 대량으로 인멸되었다.
은언군은 정실부인 상산군부인 송씨 외에도 몇명의 첩에게서 여러 명의 자녀를 두었다. 그러나 실록과 기록을 통해 송씨부인 소생 두 아들과 딸 1명, 전계대원군으로 추증된 이광의 존재만이 알려졌다가 후일 은언군의 묘비명이 발견되면서 어려서 죽은 다른 아들 이창순, 이창덕의 존재가 알려졌고, 1970년대에는 조선왕조실록이 한글로 해석되면서 이철득, 이쾌득, 이성득 등 다른 서자들의 존재도 알려지게 되었다. 또한 20세기에 와서 첩인 전산군부인의 묘가 김포 통진면에서 발견되면서, 전계대원군이 전산군부인 소생이라는 것과 전산군부인이 아들 2명을 두었으나 첫 아들은 어려서 요절한 것 등이 알려지게 되었다.
1914년에 와서 은언군 묘소 주변에 개인의 묘소들이 많이 설치되었는데, 1914년 4월 1일 은언군의 후손인 이완용은 은언군 묘소 주변의 땅을 타인에게 매각하였다.
은언군과 본부인인 상산군부인 송씨의 묘소는 6.25 전쟁 중 실전되었다. 은언군 묘소 홍살문과 사당은 1951년 1.4 후퇴 당시 영국 군대가 숙영하면서 묘소 홍살문과 사당을 뜯어서 땔감으로 써 사라지게 되었다. 묘소 근처 서울시 은평구 진관외동 145번지 주변에 세워진 신도비각 역시 실전되었다. 은평구 진관외동 산 18번지에 있던 비석은 1989년 9월 26일 7대손 이우용이 기증, 절두산 천주교 성지 내, 남종삼 동상과 순교사적비 옆으로 옮겨졌다.
은언군의 묘소 근처에는 상궁 임씨의 묘소가 있고, 은언군 묘터와 상궁 임씨 묘소가 있는 이말산 아래에는 1970년 연성공업기술고등학교가 개교했다. 연성공업기술고등학교는 후일 은평웹미디어고등학교, 은평메디텍고등학교 등으로 개명되었다.

## 가족 관계
그의 첩 중의 한명인 전산군부인 이씨는 조선 중기 이후 동성동본 금혼령이 내려졌음에도 본관이 전주이다. 한편 정조 때에 영의정을 역임한 서용보는 그의 부인 상산군부인 송씨와 내외종사촌간이다.
왕가(王家) 전주 이씨(全州 李氏)
- 조부 : 제21대 영조대왕(英祖大王, 1694 ~ 1776, 재위 1724 ~ 1776)
- 조모 : 소유영빈 이씨(昭裕暎嬪 李氏, 1696~1764)
  - 부 : 추존 장조의황제(莊祖懿皇帝, 1735 ~ 1762)
  - 법모 : 헌경의황후 홍씨(獻敬懿皇后 洪氏, 1735 ~ 1815)
    - 이복형 : 의소세자(懿昭世子, 1750 ~ 1752)
    - 이복형 : 제22대 정조선황제(正祖宣皇帝, 1752 ~ 1800)
    - 이복동생 : 청연공주(淸衍公主, 1754 ~ 1821), 광은위(光恩尉) 광산인 김기성(金箕性)에게 하가.
    - 이복동생 : 청선공주(淸璿公主, 1756 ~ 1802), 흥은위(興恩尉) 연일인 정재화(鄭在和)에게 하가.

  - 생모 : 숙빈 임씨(肅嬪 林氏, ? ~ 1773)
    - 동생 : 은신군(恩信君, 1755 ~ 1771)

  - 서모 : 경빈 박씨(景嬪 朴氏, ? ~ 1761)
    - 이복동생 : 청근옹주(淸瑾縣主, 1758 ~ 1835), 당은위 홍익돈(洪益惇)에게 하가.
    - 이복동생 : 은전군(恩全君, 1759 ~ 1778)

은언군 이인(恩彦君 李䄄, 1754 ~ 1801)
- 정실 : 상산군부인 송씨(常山郡夫人 宋氏, 1753 10 15, ~ 1801 03 17), 천주교 세례명 마리아
  - 아들 : 상계군 이담(常溪君 李湛, 1769 ~ 1786)
  - 며느리 : 군부인 신씨(郡夫人 申氏,1769 ~ 1801)
    - 양손자 : 익평군 이희(益平君 李曦, 1824 ~ 1863)[10]

  - 며느리 : 이름 미상,[11]
    - 손자 : 이름 미상, 요절[12]

  - 아들 : 이창순(李昌順, 생몰년미상)
  - 아들 : 이창덕(李昌德, 생몰년 미상)
  - 아들 : 풍계군 이당(豐溪君 李瑭, 1783 ~ 1826)[13]
    - 서손자 : 익평군 이희(益平君 李曦, 1824 ~ 1863)[14]

  - 딸 : 이씨(李氏, 1796년 8월 4일 ~1872년 4월 4일)
  - 사위 : 한각신(韓覺新, 1795년 8월 28일 ~ 1853년 8월 14일), 참봉(參奉), 현령(縣令) 역임, 한유천(韓天維)의 자
    - 외손자 한응국
    - 외손자 한응필(1832년 12월 14일 ~ 1883년 12월 1일)
- 첩 : 이름 미상
  - 서자 : 이성득(李成得, 1775 ~ 1817, 11, 27)[15]
  - 서자 : 이철득(李鐵得, 1780년 ~ ?)[16]
- 첩 : 전산군부인 이씨(全山郡夫人 李氏, 1764 ~ 1819), 전주인(全州人) 유학 이덕희(李德喜)의 딸.
  - 서자 : 요절
  - 서자 : 전계대원군 이광(全溪大院君 李㼅, 1785 ~ 1841)
  - 며느리 : 완양부대부인 최씨(完陽府大夫人 崔氏, 1804 ~ 1840)[17]
    - 손자(적손) : 회평군 명(懷平君 明, 다른 이름은 원경(元慶), 1827년 - 1844년)

  - 며느리 : 이씨(李氏),[18]
    - 손자(서손) : 영평군 경응(永平君 景應, 1828년~ 1901년)

  - 며느리 : 용성부대부인 염씨(龍城府大夫人 廉氏, 1793 ~ 1863)[19]
    - 손자(서손) : 덕완군 변(德完君 昪, 1831년 ~ 1864년) - 철종(哲宗)

## 은언군이 등장한 작품
- 1991년 KBS 드라마 《왕도》- ?
- 2001년 MBC 드라마 《홍국영》- ?
- 2007년~2008년 MBC 드라마 《이산》 - 이다윗
- 2007년 - 뮤지컬 《정조대왕》, 박종한

## 기타
은언군과 관련된 기록들은 철종 때와 고종 때 대부분 편집, 실전되어 많이 남아있지 않다. 홍국영 등의 상계군 추대음모 사건, 부인 상산군부인 송씨와 며느리 신씨의 천주교 관련 사건들은 후일 철종 즉위 후 순원왕후의 명으로 대부분 세초되었고, 남은 부분도 고종 때에 가서 편집되거나 먹줄, 혹은 인위적으로 삭제 편집되거나 인멸되었다. 일성록과 승정원일기의 기록도 대부분 철종, 고종때 가서 세초되거나 인멸되었다.
철종이 은언군가문의 봉사손들에게 하사한 은언군 표적비는 서울 북한산 입구의 한 음식점에서 의자로 이용되다가 나중에 이 사실이 알려지자, 2001년 이 식당은 은언군 표적비를 버렸고, 누군가에 의해 땅에 파묻혔다. 2005년 생태보전시민모임과 교보생명교육문화재단의 합동 조사로 삼천동 사슴목장에서 관리하고 있는 것이 알려졌다.
은언군 관련 일부 석물은 흥창사내에 있다.
1801년 상산군부인 송마리아와 평산군부인 신마리아가 사형당하자 서자들 중 이철득만을 데리고 새벽에 탈주하려다가 체포되었다. 몸이 병약한 이성득, 이당, 나이가 어렸던 이해동은 두고 이철득만 데리고 도주하다가 강화와 김포지역 병졸들에 의해 체포되었다.

## 같이 보기
| - 정조 - 영조 - 장조 - 숙빈 임씨 - 은신군 - 은전군 - 상산군부인 송씨 - 전산군부인 이씨 - 이성득 | - 풍계군 - 완평군 - 이철득 - 의소세손 - 문효세자 - 홍국영 - 주문모 - 철종 - 순원왕후 |

## 참고 문헌
- 영조실록
- 정조실록
- 순조실록
- 헌종실록